# インフィニティ・クラーザ
クラーザ（ KURAZA ）は、日産自動車の高級車ブランド、インフィニティのコンセプトカーである。

## 概要
2005年の北米国際オートショーにおいて初公開された3列シート6人乗りのSUVで、QX56ベースのミニバン、セダン、SUVを融合させたコンセプトカーである。
特徴としては3列目への乗降性を高めるために3列目部分に設置された観音開き式のドアがある。そのためドアは6つあり、また、後方はルーフラインが高くなっており、3列目が高く設置されている。
また、16x6インチの掛け軸モニターと呼ばれる縦長のモニターが設置されており、インパネから3列目までセンタコンソールビームが延ばされている。
デザインは厚木市の日産デザインセンターで行われた。